# Yanelis Labrada Díaz
Yanelis Yuliet Labrada Díaz (8 de octubre de 1981) es una deportista cubana que compitió en taekwondo.
Participó en los Juegos Olímpicos de Atenas 2004, obteniendo una medalla de plata en la categoría de –49 kg. En los Juegos Panamericanos consiguió dos medallas en los años 1999 y 2003.
Ganó una medalla en el Campeonato Mundial de Taekwondo de 2003, y una medalla en el Campeonato Panamericano de Taekwondo de 1998.

## Palmarés internacional
| Juegos Olímpicos        | Juegos Olímpicos                  | Juegos Olímpicos  | Juegos Olímpicos |
| Año                     | Lugar                             | Medalla           | Categoría        |
| ----------------------- | --------------------------------- | ----------------- | ---------------- |
| 2004                    | Atenas (Grecia)                   | Medalla de plata  | –49 kg           |
| Campeonato Mundial      |                                   |                   |                  |
| Año                     | Lugar                             | Medalla           | Categoría        |
| 2003                    | Garmisch-Partenkirchen (Alemania) | Medalla de plata  | –51 kg           |
| Juegos Panamericanos    |                                   |                   |                  |
| Año                     | Lugar                             | Medalla           | Categoría        |
| 1999                    | Winnipeg (Canadá)                 | Medalla de bronce | –49 kg           |
| 2003                    | Santo Domingo (Rep. Dominicana)   | Medalla de oro    | –49 kg           |
| Campeonato Panamericano |                                   |                   |                  |
| Año                     | Lugar                             | Medalla           | Categoría        |
| 1998                    | Lima (Perú)                       | Medalla de oro    | –43 kg           |